# Shërbimi Informativ i Shtetit
Das Shërbimi Informativ i Shtetit (Akronym: SHISH; albanisch für „Informationsdienst des Staates“) ist der staatliche Nachrichtendienst der Republik Albanien. In seiner heutigen Form besteht das Staatsorgan seit 1998. Leiter ist Helidon Bendo. Bis zum 22. November 1999 hieß der Dienst Shërbimi Informativ Kombëtar mit der Abkürzung SHIK.

## Aufgaben und Zuständigkeit
Die Aufgaben des SHISH sind im Gesetz Nr. 8391 vom 28. Oktober 1998 „Für den Nationalen Informationsdienst“ (Për Shërbimin Informativ Kombëtar) geregelt. Hauptaufgabe ist die äußere Sicherheit, welche in Übereinstimmung mit der Verfassung und den Gesetzen Albaniens angestrebt wird.
Das SHISH sammelt Informationen zu:
1. Bedrohungen und Gefahren der nationalen Sicherheit
2. der Sicherung der Integrität, Unabhängigkeit und Ordnung der Verfassung
3. dem Terrorismus
4. der Produktion und dem Verkehr von Drogen
5. der Produktion von Massenvernichtungswaffen
6. Verbrechen gegen die Umwelt
7. dem organisierten Verbrechen

## Organisationsstruktur

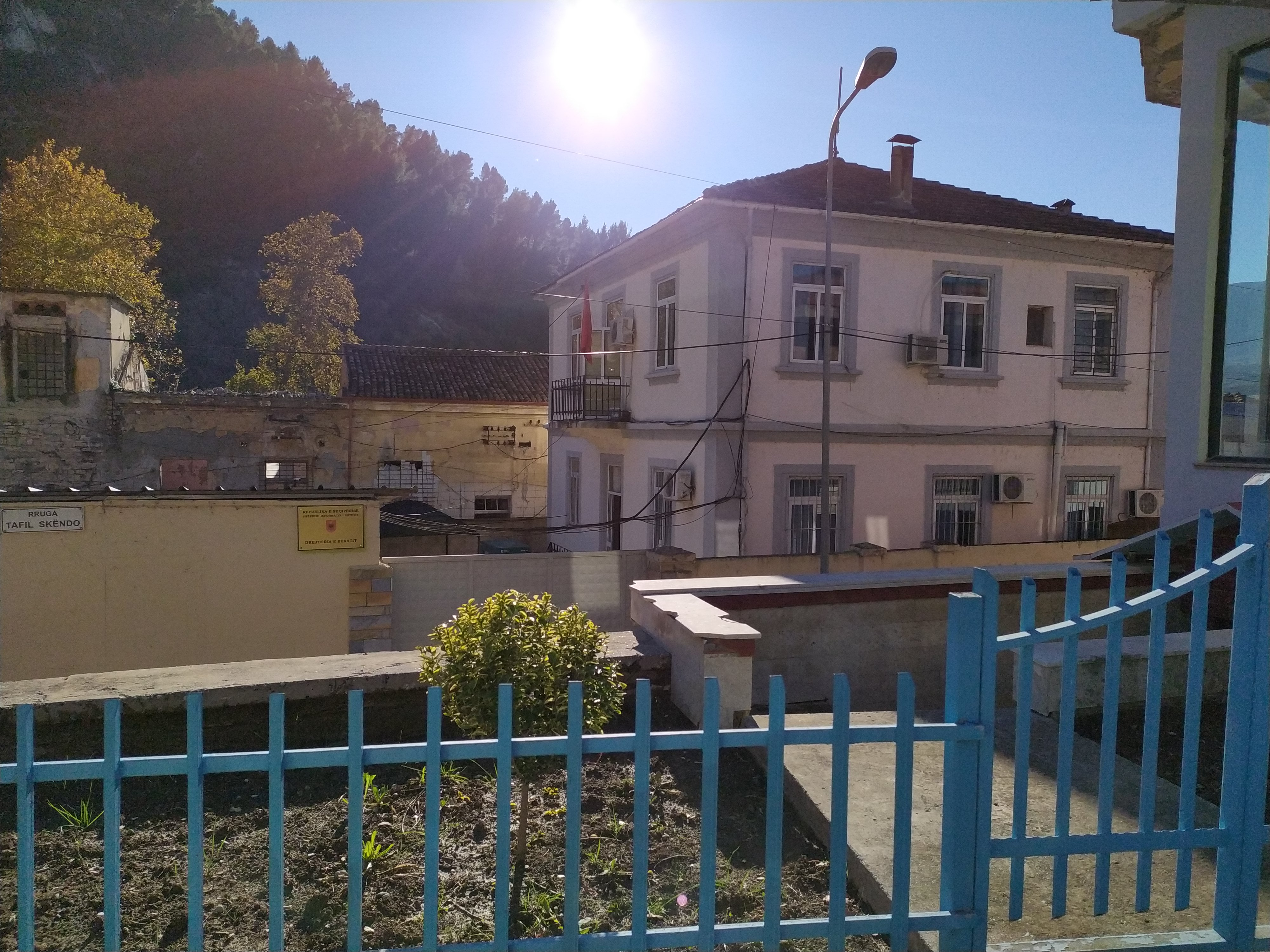
SHISH-Büro in Berat

Das SHISH untersteht gleichzeitig dem Kuvendi i Shqipërisë, dem Präsidenten der Republik Albanien und dem Ministerpräsidenten. Es gibt einen stellvertretenden Leiter und einen Generalinspektor. Die Aufgabenbereiche sind auf die jeweiligen Departements gegen organisiertes Verbrechen, gegen Drogen, gegen Terrorismus, gegen Umweltverbrechen, gegen Cyber-Verbrechen und auf die unterstützenden Einheiten aufgeteilt.

## Kontrolle und Beobachtung
Die Ständige Parlamentskommission für Äußere Sicherheit übt die Kontrolle und Beobachtung des SHISH aus. Der Ministerrat (Regierung) ernennt einen Generalinspektor, welcher ebenfalls kontrollierende Kompetenzen hat. Die finanzielle Ordnung wird von der Obersten Rechnungskontrollbehörde beobachtet.

## Geschichte
Die Anfänge des albanischen Geheimdienstes gehen bis zum 17. Dezember 1912 zurück, kurz nach der Unabhängigkeit des Landes. Nach dem Zweiten Weltkrieg richtete die Partei der Arbeit Albaniens unter ihrer strengen und brutalen Diktatur die Sigurimi i Shtetit ein, welche zu einem politischen Machtinstrument des Diktators Enver Hoxha und seiner Partei wurde. Nach dem Sturz der Diktatur 1990/91 reformierte sich der Nachrichtendienst und seit 1998 sind die Kompetenzen des SHISH klar im Gesetz geregelt.

## Direktoren
Bis jetzt gab es zehn Direktoren:
- Irakli Koçollari – 1. August 1991–29. Juni 1992
- Bashkim Gazidede – 29. Juni 1992–9. April 1997
- Astrit Kodra (kommissarisch) – 9. April 1997–29. Mai 1997
- Arben Karkini – 29. Mai 1997–21. August 1997
- Fatos Klosi – 21. August 1997–7. August 2002
- Petrit Myftari (kommissarisch) – 7. August 2002–18. November 2002
- Kujtim Hysenaj – 18. November 2002–27. Januar 2005
- Bahri Shaqiri – 27. Januar 2005–9. August 2012
- Visho Ajazi Lika – 9. August 2012–30. Oktober 2017
- Helidon Bendo (kommissarisch) – 1. November 2017–5. November 2018
- Helidon Bendo – seit 5. November 2018